# Carl Blechen

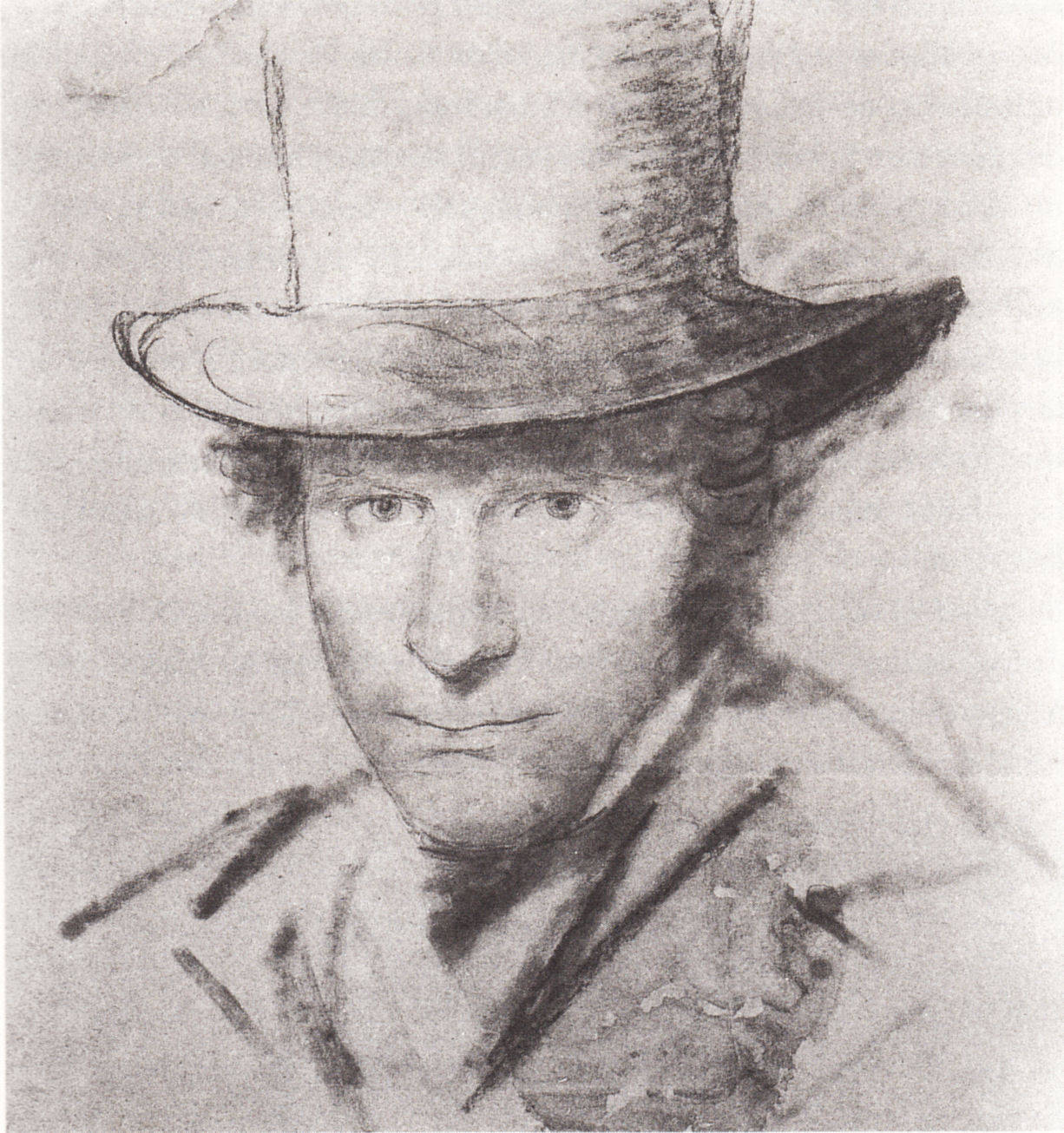
Carl Blechen

Carl Eduard Ferdinand Blechen (Cottbus, 29 juli 1798 - Berlijn, 23 juli 1840) was een Duits kunstschilder. Hij behoorde tot de stroming van de romantiek en maakte vooral naam als landschapsschilder.

## Leven en werk
Blechen was de zoon van een belastingambtenaar en werkte eerst bij een bank in Berlijn. In 1822 ging hij studeren aan de Kunstacademie van Berlijn. In die tijd ontmoette hij de romantische kunstschilders Caspar David Friedrich en Johan Christian Clausen Dahl, die beiden van grote invloed op zijn werk zouden worden. Van grote invloed op zijn artistieke loopbaan was ook een reis naar Italië die hij van 1828 tot 1829 ondernam. De romantische geest is in zijn hele oeuvre voelbaar. De sfeer is vaak duister en de figuren bevinden zich vaak in een rampsituatie.
In 1831 werd Blechen docent aan de Academie van Berlijn. Als kunstschilder kreeg hij echter nooit de erkenning die hij nastreefde, mede vanwege de extreme subjectiviteit van zijn werk. In 1835 raakte hij zwaar depressief en vier jaar later werd hij geestesziek verklaard. Hij overleed in 1840, nog geen 42 jaar oud. Zijn werk is tegenwoordig te zien in tal van grote musea, waaronder het Metropolitan Museum of Art in New York, het Detroit Institute of Arts, het Art Institute of Chicago, de National Gallery te Londen en tal van Duitse musea.

## Galerij

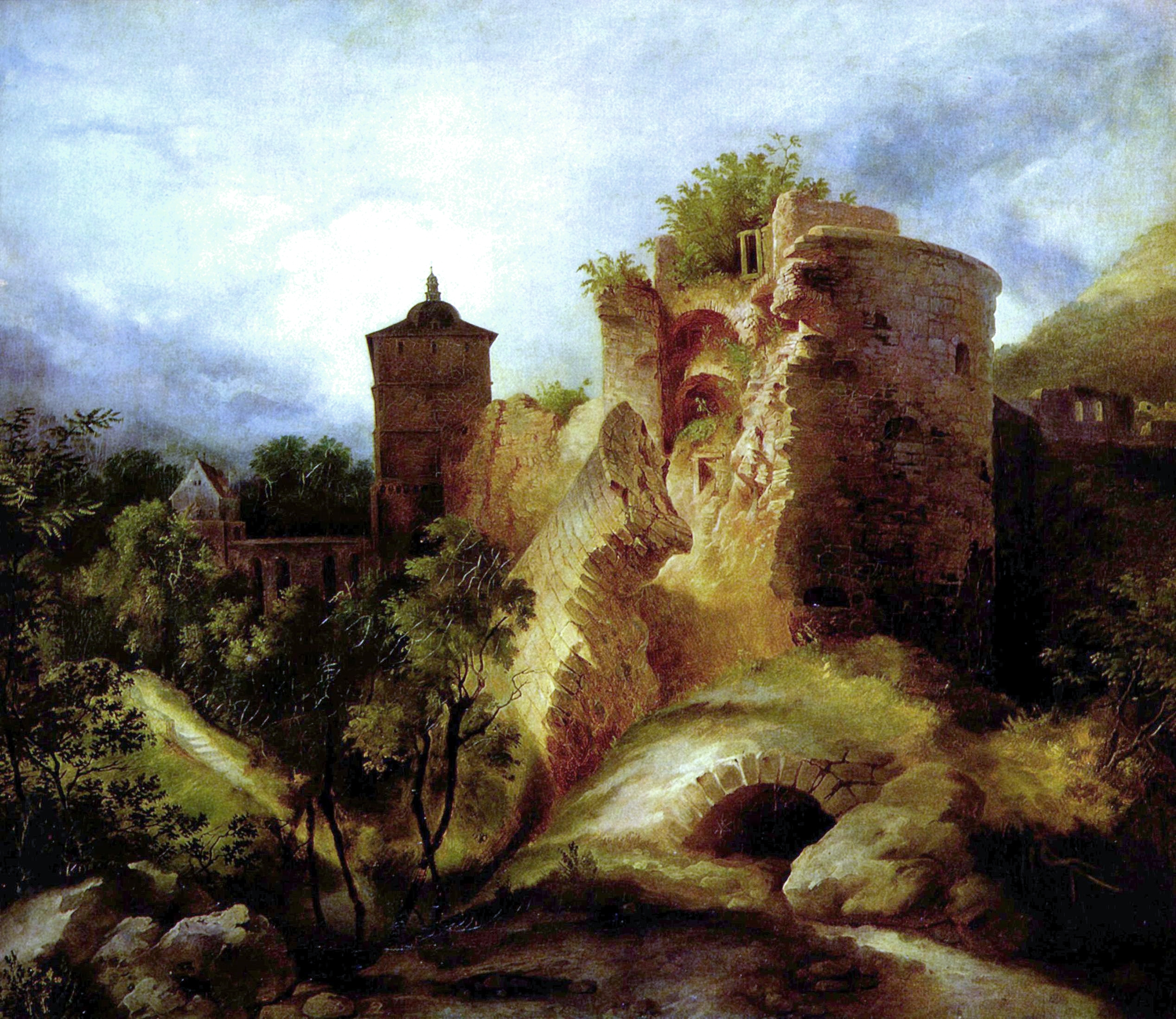
Der gesprengte Turm des Heidelberger Schlosses, 1830
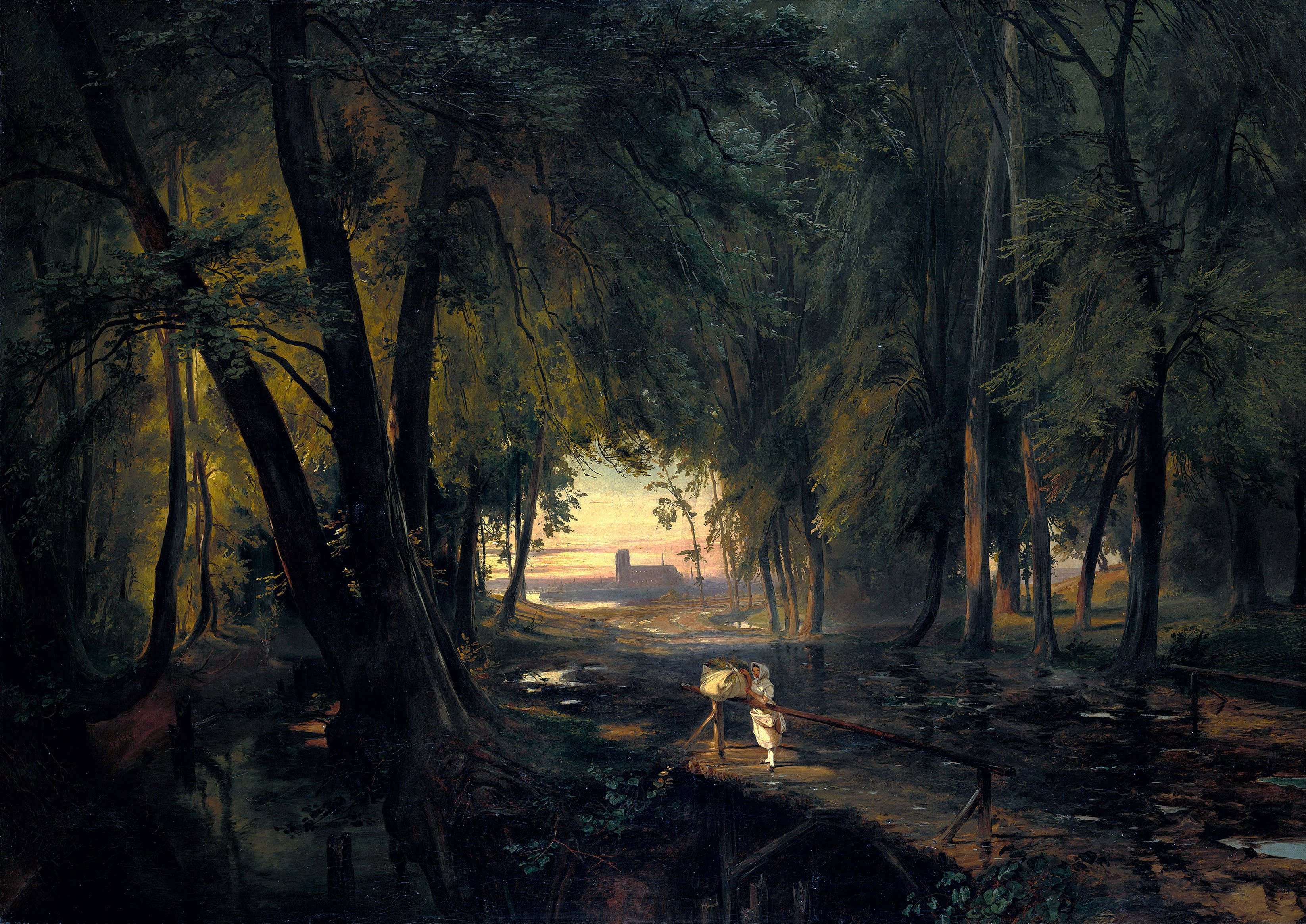
Waldweg bei Spandau
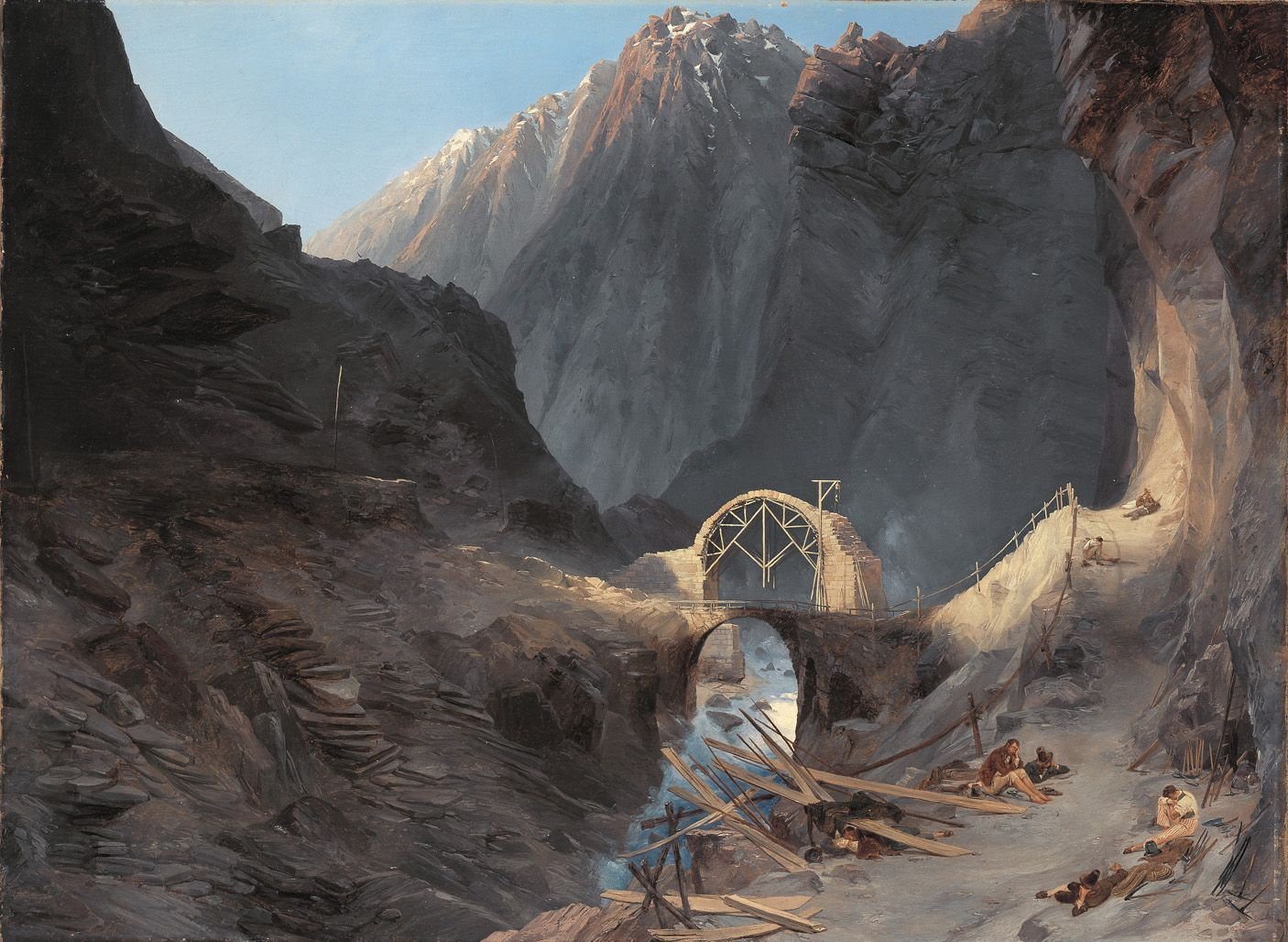
Bau der Teufelsbrücke, 1830–32